# Estação Etiopía-Plaza de la Transparencia
A Estação Etiopía-Plaza de la Transparencia é uma das estações do Metrô da Cidade do México, situada na Cidade do México, entre a Estação Centro Médico e a Estação Eugenia. Administrada pelo Sistema de Transporte Colectivo, faz parte da Linha 3.
Foi inaugurada em 25 de agosto de 1980. Localiza-se no cruzamento da Avenida Cuauhtémoc com o Eixo 4 Sur. Atende o bairro Narvante, situado na demarcação territorial de Benito Juárez. A estação registrou um movimento de 11.055.480 passageiros em 2016.